# José de las Cuevas Velázquez-Gaztelu
José de las Cuevas Velázquez-Gaztelu (Madrid, 1918 - Arcos de la Frontera (Cádiz), 3 de octubre de 1992). Periodista y escritor español. Su obra (parte importante de la misma en colaboración con su hermano, Jesús de las Cuevas) está referida a Andalucía, y a la recuperación del léxico de la Andalucía rural. Sus novelas se encuadran dentro de la literatura realista andaluza de posguerra, precursora de la "nueva narrativa andaluza". Residió la mayor parte de su vida en Arcos de la Frontera, ciudad en cuyo Ayuntamiento fue concejal.
Recibió el premio Juan Palomo, el Ciudad de Sevilla y el Premio Nacional de Gastronomía por el libro "Los vinos de Andalucía".

## Libros
- Genio e Ingenio de D. José de Espronceda (1942).
- El Vuelo de las Horas en la Feria de Sevilla.
- Biografía del vino de Jerez.
- Historia apasionada del Brandy de Jerez. (En colaboración con su hermano Jesús) [3]
- Historia de una finca (1958).[4]
- Curro y los aparceros (1960).
- Vivir Contigo (1945).
- Pueblo Dormido.
- Cuando los Ángeles hablan con los hombres.
- La bodega entrañable.
- Mientras se apagan las ventanas de Sevilla.
- Los vinos de Andalucía. (En colaboración con su hermano Jesús y su hijo José Mª de las Cuevas Carmona)